# Orelia
Orelia es un nombre de ficción aplicado al caballo que montó Don Rodrigo en la Batalla de La Janda, el 19 de julio de 711, según el romancero nuevo. 
Así lo expresa Cervantes en la segunda parte de su novela Don Quijote, capítulo XL, publicado en 1615:

se llama Orelia, como el caballo en que el desdichado Rodrigo, último rey de los godos, entró en la batalla donde perdió la vida y el reino 